# Mike Kelly (calciatore)
Mike Kelly (Northampton, 18 ottobre 1942) è un ex calciatore inglese, di ruolo portiere.

## Carriera

### Calciatore
Inizia la carriera nel Wimbledon FC, militando nella Isthmian Football League. Nel 1966 venne ingaggiato dal QPR per £1.000.
Con il QPR vinse la Third Division 1966-1967 e la Football League Cup 1966-1967, oltre che ha ottenere la promozione in massima serie al termine della Second Division 1967-1968. Restò in forza ai londinesi sino al 1970, quando fu ceduto al Birmingham City per £16.000.
Con i Blues ottenne la promozione in massima serie al termine della Second Division 1971-1972. Restò con il club di Birmingham sino al 1976.
Nel 1976 si trasferisce negli Stati Uniti d'America per giocare nella neonata franchigia NASL del Minnesota Kicks, ove fu il portiere di riserva, alle spalle del connazionale Geoff Barnett, e assistente allenatore di Freddie Goodwin. Con i Kicks raggiunse, pur non giocandola, la finale della North American Soccer League 1976, persa contro i canadesi del Toronto Metros-Croatia.

### Allenatore
Dopo la prima esperienza ai Kicks, divenne nel 1977 allenatore del Plymouth che guidò nel corso della Third Division 1977-1978. Dopo essere stato vice di Robert Campbell al Fulham, divenne preparatore dei portieri della nazionale inglese sotto Bobby Robson. Successivamente si legò lavorativamente a Roy Hodgson, che seguì, sempre come preparatore dei portieri, presso la nazionale svizzera, al Fulham ed il Liverpool.

## Palmarès
- Third Division: 1

QPR: 1966-1967
- Football League Cup: 1

QPR: 1966-1967